# Schittim
Schittim, oder auch Abel-Schittim (hebräisch אָבֵל הַשִּׁטִּים ’Ābel haššiṭṭîm, altgriechisch Βελσαττιμ, lateinisch Belsattim) ist ein im Alten Testament genannter Ort mit der Bedeutung „Aue der Akazie“. Die genaue Lage des Ortes ist unbekannt.

## Biblische Erwähnung
Nach der biblischen Erzählung lagerte die Exodusgruppe nach der Wanderung durch das Ostjordanland in Schittim (Num 25,1 ) bzw. zwischen Bet-Jeschimot und Abel-Schittim (Num 33,49 ). Von dort aus wurden Kundschafter in das Westjordanland gesandt (Jos 2,1 ). Nach deren Rückkehr bricht die Exodusgruppe unter der Führung Josuas auf, um über den Jordan zu setzen und das verheißene Land in Besitz zu nehmen (Jos 3,1 , Micha 6,5 ).
In der Literatur wird teilweise vermutet, dass die Bezeichnung Schittim sich im Gegensatz zum Ort Abel-Schittim nicht auf einen Ort bezieht, sondern auf eine Region und damit möglicherweise mit den „Steppen Moabs“ identisch sein könne. Dafür spricht, dass sich das Lager der Israeliten sich kaum auf so engen Raum gedrängt haben kann. Zwingend ist die Unterscheidung zwischen Abel-Schittim und Schittim aber nicht.

## Außerbiblische Quellen
Josephus erwähnt den Ort Abel-Schittim wiederholt in der Kurzform Αβελα bzw. Αβιλη. Nach seinen Angaben liegt der Ort Abila 60 Stadien vom Jordan entfernt und liegt zwischen Bet-Mimra und Bet-Haram.
Ohne nähere Ortsangaben wird Abel-Schittim noch in den Zenon-Papyri genannt. Auch die Kirchenväter Hieronymus und Eusebius von Caesarea erwähnen den Ort, allerdings mit einer nicht eindeutigen Lokalisierung.
Nach dem Jerusalemer Talmud, Traktat Schevi‛it 36c,14f, soll der Ort 12 Meilen von Bet-Jeschimot entfernt liegen.

## Lokalisierung
Weder die Namen Abel-Schittim bzw. Schittim noch Abila finden sich in den heutigen Ortsbezeichnungen wieder. Auf Grund der Namensdeutung als „Aue der Akazien“ spricht vieles dafür, dass der Ort im damals bewaldeten Hügelland Moabs zu suchen ist. Heute wird der Ort in der Regel entweder mit dem Tell el-Kefrēn oder mit dem Tell el-Ḥammām gleichgesetzt.

### Tell el-Kefrēn
Der Tell el-Kefrēn erhebt sich auf einem felsigen, von der Umgebung abgehobenen Hügel. Dieser überragt das Umfeld um etwa 40 m. Man kann daher von hier aus das ganze Umland überschauen. In den Felsen geschlagene Grabanlagen und Höhlen finden sich auf der West- und Ostseite des Ruinenhügels. Keramikfunde lassen sich in die Eisenzeit II bis in die frührömische Zeit einordnen.
Der Keramikbefund des benachbarten Orts Chirbet el-Kefrēn weist in die römische bis arabische Epoche. Insofern spricht einiges dafür, hier den römisch-byzantinischen Ort Abila zu verorten.

### Tell el-Ḥammām
Auf dem Tell el-Ḥammām liegt eine 140 × 25 m große Festung mit etwa 1,2 m starken Befestigungsmauern. Die gefundene Keramik lässt sich in die Eisenzeit I und II datieren. Die Festung liegt an einem strategisch bedeutsamen Ort, da sich von hier aus die Verkehrswege auf dem Plateau überwachen und das Wādī el-Kefrēn kontrollieren lassen.

### Ergebnis
Es spricht daher einiges dafür, dass sich der Siedlungshügel Tell el-Ḥammām mit dem biblischen Abel-Schittim gleichsetzen lässt. Denn von hier aus lässt sich der Aufgang auf das moabitische Plateau sowie die Wasserzufuhr des Wādī el-Kefrēn kontrollieren. Nicht zuletzt aufgrund dieser strategischen Vorteile wurde hier bereits in der Eisenzeit eine Festungsanlage errichtet.